# Castell d'Okazaki
El castell Okazaki (岡 崎 城, Okazaki-jō) va ser un castell japonès situat en Okazaki, Prefectura d'Aichi, Japó. A la fi del període Edo, el castell Okazaki era la seu del clan Honda, dàimios del Domini d'Okazaki, però el castell es va fer famós per la seva vinculació amb el clan Tokugawa, concretament amb Tokugawa Ieyasu. El castell era també conegut com a "Tatsu-jō" (龍城).

## Història
Saigo Tsugiyori va construir una fortificació de murs de terra a la regió de Myodaiji, Okazaki, prop de l'actual castell el 1455. Matsudaira Kiyoyasu va fer demolir la vella fortificació després d'aconseguir-se amb el control de l'àrea el 1524, i va construir el castell Okazaki en la seva ubicació present. El seu famós net Matsudaira Motoyasu (més tard conegut com a Tokugawa Ieyasu) va néixer aquí el 16 de desembre de 1542. El clan Matsudaira va ser derrotat pel clan Imagawa en 1549, i Ieyasu va ser enviat al castell Sunpu com a ostatge. Després de la derrota dels Imagawa a la batalla d'Okehazama, Ieyasu va recuperar la possessió del castell en 1560 i va deixar al seu fill gran, Matsudaira Nobuyasu, al càrrec quan es va traslladar al castell Hamamatsu el 1570. Després que Oda Nobunaga ordenés la mort de Nobuyasu en 1579, els membres del clan Honda van exercir com castellans. Després de ser enviat Ieyasu a Edo, en acabar la batalla d'Odawara per Toyotomi Hideyoshi, el castell se li va donar a Tanaka Yoshimasa, qui va millorar substancialment les seves fortificacions, va expandir la ciutat annexa i va desenvolupar la xarxa d'estacions del Tōkaidō (Okazaki-juku).
Després de la creació del shogunat Tokugawa, es va crear el Domini d'Okazaki i se li va lliurar el castell a un dels homes de confiança de Ieyasu, Honda Yasushige. En 1617 es va completar una torre de l'homenatge de tres pisos. El clan Honda va ser reemplaçat pel clan Mizuno, que va governar de 1645 a 1762, i el clan Matsudaira, entre 1762 i 1769. En 1769, una branca del clan Honda va tornar a Okazaki, i va governar fins a la restauració Meiji.
El 1869, l'últim dàimio del Domini d'Okazaki, Honda Tadanao, va lliurar el castell Okazaki al nou govern Meiji. Amb l'abolició de sistema han el 1871, el Domini d'Okazaki es va convertir en part de la prefectura de Nukata. El castell d'Okazaki va ser utilitzat com a seu central de la prefectura. El 1872 la prefectura de Nukata es va fusionar amb la d'Aichi, i la capital es va traslladar a Nagoya. D'acord amb les directives de govern, el castell va ser demolit en 1873, i la major part dels seus terrenys van ser venuts a particulars.

### Actualment
L'actual torre de l'homenatge es va reconstruïda el 1959 per fomentar el turisme. La porta principal del castell es va reconstruir el 1993, i la torre (yagura) del cantó l'any 2010. El 2007, unes obres realitzades prop el castell van treure a la llum pedres del pati exterior del castell, el qual va servir com a prova que confirmava la hipòtesi que el castell Okazaki era un dels quatre més grans del Japó.
L'estructura de ferrociment té tres teulades i cinc pisos interiors, i conté exposicions d'objectes del castell original, espases japoneses, armadures i diorames que il·lustren la història local. L'àrea al voltant del castell és actualment un parc, amb un museu dedicat a la vida de Tokugawa Ieyasu i als samurais de Mikawa, cases de te, un teatre Noh, una petita torre de el rellotge amb titelles tradicionals karakuri, i una gran porta principal. El parc és també famós com a lloc idoni per a la contemplació de cirerers en flor, i d'anglesina i azaleas.
L'any 2006 va ser escollit per la Japanese Castle Foundation (日本 城郭 協会 Nihon Jōkaku Kyokai) com un dels 100 millors castells del Japó.

## Galeria

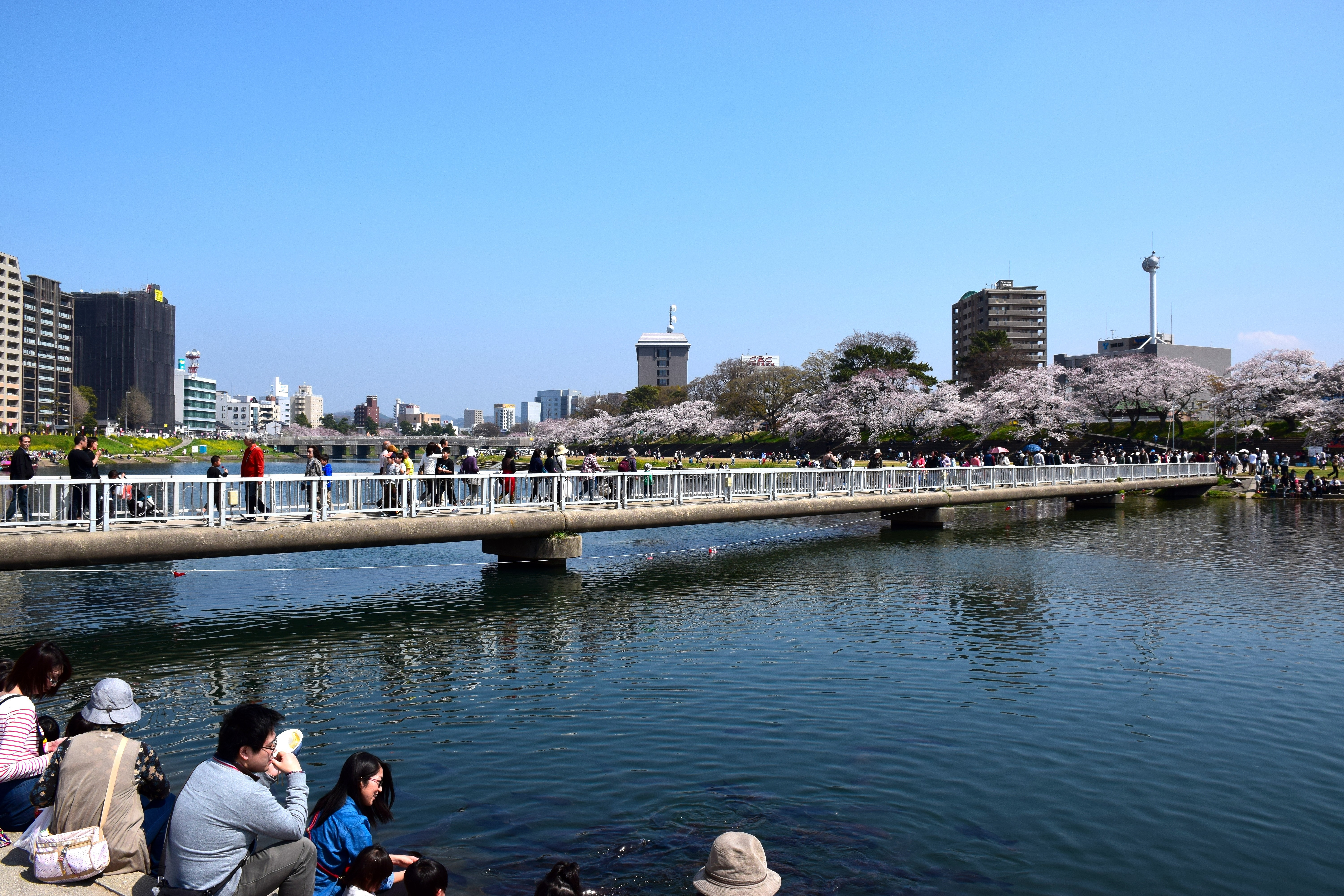
Festival floral d'Okazaki
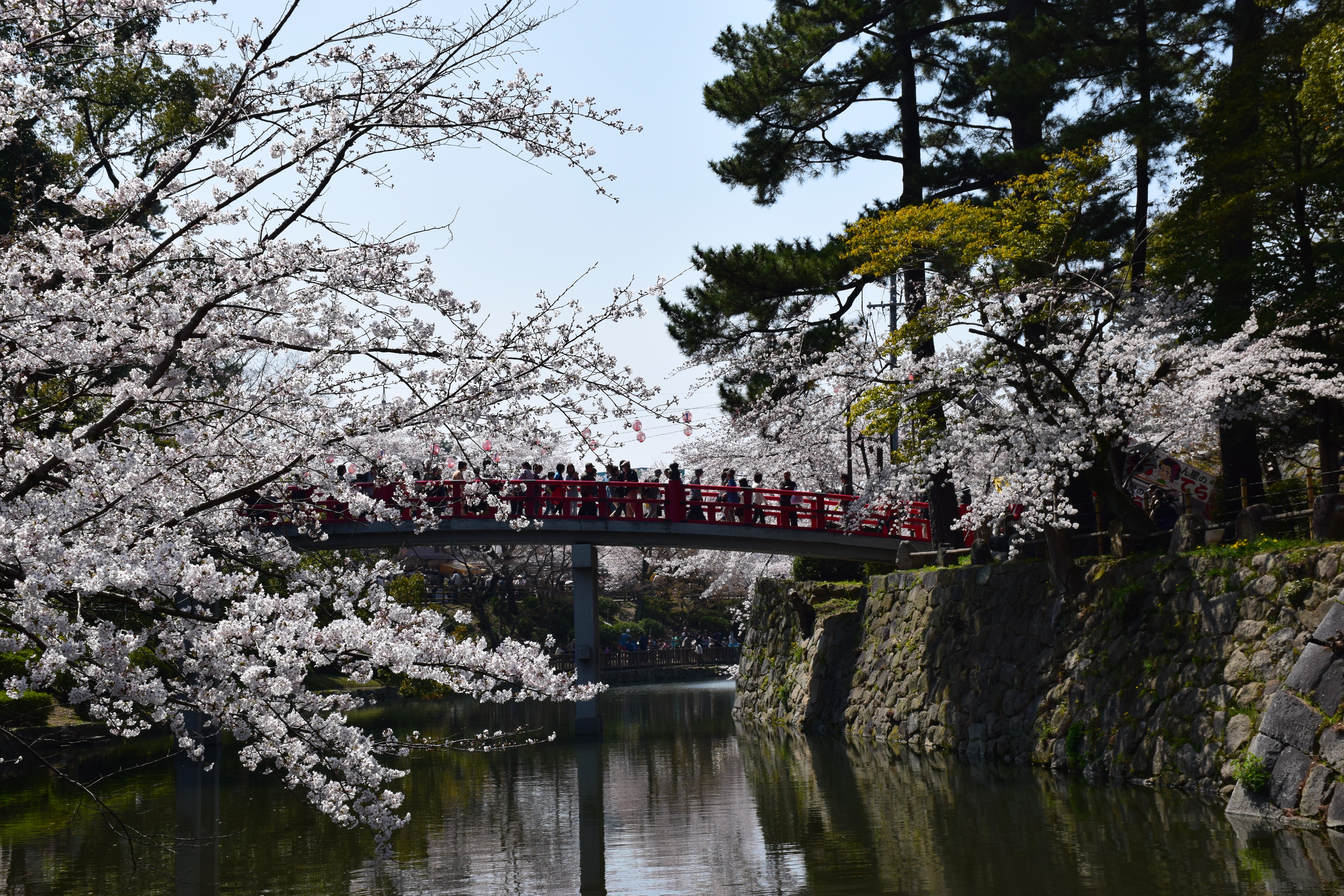
Festival floral d'Okazaki
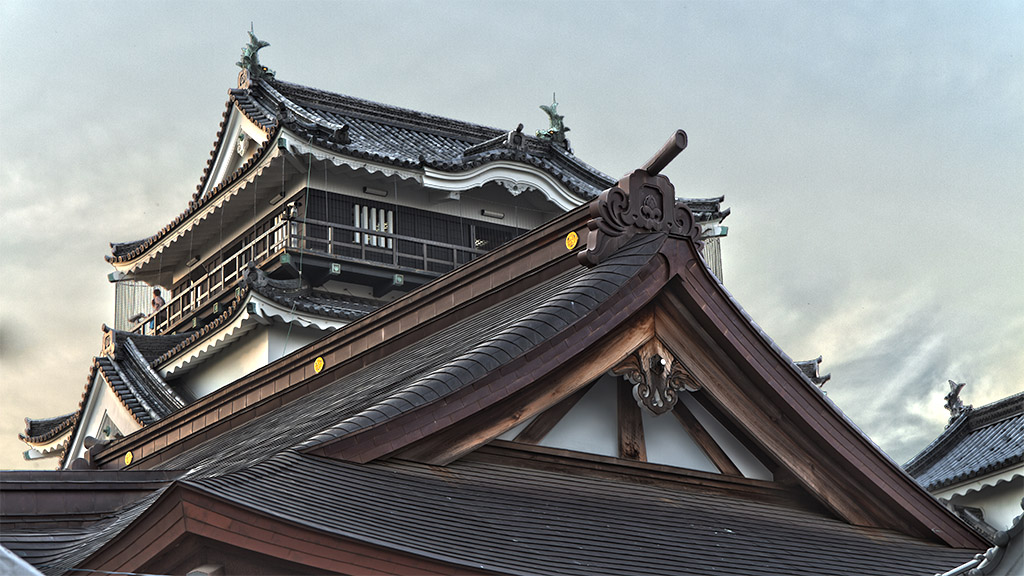
Detall del castell Okazaki
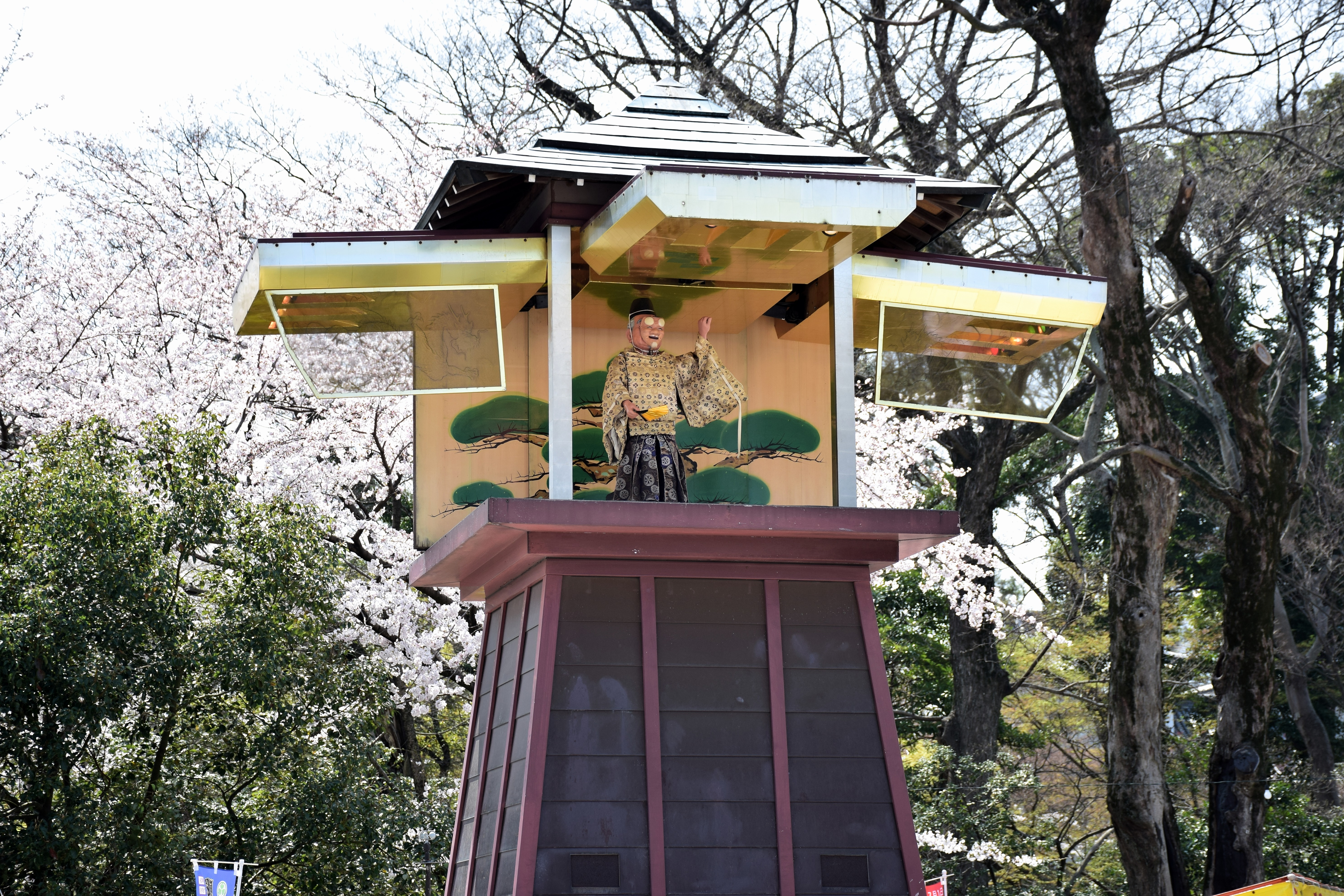
TNinots karakuri